# Jan Zurzycki
Jan (Adam) Zurzycki (* 10. Februar 1925 in Kraków; † 27. Juli 1984 ebenda) war ein polnischer Botaniker.
Sein naturwissenschaftliches Interesse wurde in der Familie geweckt. Sein Großvater war ein hochgebildeter Landwirt. Sein Vater Karol war Mathematiker und Gymnasiallehrer in Zarzyce.
Jan Zurzycki erwarb an der Jagiellonen-Universität unter F. Gorski 1948 seinen M.Sc. und 1950 seinen Ph.D.
An derselben Universität wurde er 1957 außerordentlicher Professor und 1971 o. Professor. Ferner war er Direktor der Abteilung für Pflanzenphysiologie am Institut für Molekularbiologie. Er ist bekannt für seine Forschungen zur Orientierungsbewegung von Chloroplasten in der Zelle.
1976 wurde er in die Deutsche Akademie der Naturforscher Leopoldina gewählt.